# Alexia Guggémos
Alexia Guggémos, née le 8 août 1966 est une critique d'art française, sociologue du numérique, spécialiste des stratégies de diffusion de l'art sur les médias sociaux. Elle est la fondatrice du musée du sourire, premier musée virtuel créé en 1996.

## Biographie
Alexia Guggémos naît en 1966. Durant sa jeunesse, elle se forme à l'histoire de l'art à l'École du Louvre,
Depuis les années 2000, attentive à l'évolution des usages d'Internet et du web social, elle participe à des conférences et des débats sur l'art numérique, notamment au centre national d'art et de culture Georges-Pompidou et à la Gaîté-Lyrique.
Alexia Guggémos fonde, en 2011, l'Observatoire Social Média, analyse les données et évolutions du web social dans l'art contemporain. Celui-ci a notamment publié, en 2016, une enquête pointant le retard de la France dans l'exploitation des médias sociaux comme extension du marché traditionnel de l'art,.
« Sociologue du digital », selon le quotidien français Le Figaro, elle mène des actions de pédagogie comme l'opération Art Students Week, une semaine pour inciter les étudiants en école d'art à se faire connaître sur Instagram,,,, Elle participe en France au développement de la Museum Week, premier événement culturel social media qui a mobilisé en 2019 six mille institutions culturelles dans le monde.
The Art Gorgeous Magazine la classe en 2019 dans sa liste des vingt femmes les plus influentes de la scène artistique française Elle figure en 2022 parmi les 200 collectionneurs d'art novateurs dans le monde selon le magazine ARTnews.

## Critique d'art
Après avoir dirigé la revue littéraire et artistique Cargo, édité des livres d'artistes, Alexia Guggémos crée en 1996, le musée du sourire, premier musée virtuel à avoir été créé sur le  sourire, exclusivement sur internet,,.
Déléguée générale du Festival international du film de l'internet de Paris (1999-2001), experte en art numérique, elle est chargée de la sélection des créations numériques et anime un atelier d’écriture interactive à la Saline royale d'Arc-et-Senans.
À partir de 2007, elle publie une chronique consacrée à l'art dans les pages du quotidien 20 Minutes.
Membre de l'Association internationale des critiques d'art (AICA), une présentation du travail du plasticien Gilles Barbier lui vaut d'être nommée, en 2017, au prix AICA,
Depuis 2012, elle tient une chronique consacrée à l'art sur le site d'actualité français Le Huffington Post.

## Ouvrages
Alexia Guggémos publie en 2011 le guide pratique Les Médias sociaux à l'usage des artistes, dans lequel elle donne des conseils de marketing digital, spécifique au domaine de la promotion artistique,,. Dans Le guide de survie digitale : les réseaux sociaux à l'usage des créateurs, publié en 2019, elle présente le fruit d'une dizaine d'années d'observation de l'évolution de la promotion de la création artistique sur les réseaux sociaux tels qu'Instagram et TikTok. Elle y traite notamment de la modération web et de la contrefaçon.
Biographe de l'artiste peintre Hervé Télémaque, figure majeure du surréalisme et de la figuration narrative, elle publie en 2015 un essai intitulé Confidence,.
Avec L'Histoire de l'art pour les nullissimes, la critique d'art livre en 2017 un ouvrage pédagogique sur des millénaires d'histoire de l'art : la peinture, la sculpture, l'architecture et les arts premiers,.
Animatrice d'ateliers d'écriture créative, spécialiste Oulipo, elle publie en 2019 Boris Vian 100 ans, co-écrit avec Nicole Bertolt, mandataire du patrimoine de Boris Vian. Le livre marque le centenaire de la naissance de l'écrivain français Boris Vian. Elle reçoit en 2020 le prix du livre de jazz,.
Sous l'égide du ministère de la Culture, en 2021, elle publie « 1 immeuble, 1 œuvre », le livre des 5 ans du programme de commande artistique, préfacé Roselyne Bachelot. Arthur Toscan du Plantier, Président du club, commente le travail éditorial réalisé.

« Nous avons donné carte blanche à la journaliste et critique d’art Alexia Guggémos. Conjuguant une approche artistique et sociale, son travail donne naissance à cette anthologie qui permet de mieux appréhender la démarche des acteurs de l’immobilier, devenus au travers de leur soutien des acteurs de l’écosystème culturel. »

## Récompenses
- 2020 : le prix du Livre de Jazz lui est remis pour Boris Vian 100 ans[26].